# Traitors España
Traitors España es la edición española de la franquicia global The Traitors. Es la novena edición del programa en lanzarse a nivel mundial, con los ocho episodios de su primera temporada estrenados simultáneamente en HBO Max el 3 de febrero de 2023. El programa está producido por Gestmusic, la filial española de Endemol.

## Historia
El programa fue retransmitido en televisión en abierto, en el canal DMAX, durante el verano de ese mismo año. A pesar de una buena acogida por parte del público y la crítica, no se confirmó una segunda temporada hasta que el 28 de junio de 2024 se dio a conocer la noticia de que el grupo mediático español Atresmedia había adquirido los derechos para continuar con la franquicia. El programa relanzado se emitiría en la Sexta, como parte del intento del grupo por reenfocar el canal desde los contenidos informativos hacia el entretenimiento, y contaría con concursantes civiles.
El 29 de octubre de 2024, El Confidencial informó en exclusiva que el presentador de Atresmedia y veterano de la televisión, Juanra Bonet, sería el encargado de conducir el regreso de la franquicia, con participantes civiles ya seleccionados y el rodaje de la nueva temporada a punto de comenzar. Sergio reveló que había solicitado volver al programa tras recuperarse de una leucemia, pero Atresmedia había decidido continuar con Juanra en su lugar.
El 15 de febrero de 2025, El Español informó que Atresmedia había quedado lo suficientemente impresionado con el resultado final como para emitir el programa en horario estelar en su principal canal comercial, Antena 3, en lugar de seguir los planes originales. El primer material promocional del reinicio se lanzó el 24 de febrero de 2025. El programa se rodó en el Monasterio de Piedra y su primer episodio se emitió el 7 de mayo de 2025.

## Temporadas
| Temporada | Temporada | Concursantes | Programas | Estreno              | Final                | Canal    | Ganador(es)                           | Audiencia media | Audiencia media |
| Temporada | Temporada | Concursantes | Programas | Estreno              | Final                | Canal    | Ganador(es)                           | Espectadores    | Cuota           |
| --------- | --------- | ------------ | --------- | -------------------- | -------------------- | -------- | ------------------------------------- | --------------- | --------------- |
|           | 1         | 18           | 8         | 3 de febrero de 2023 | 3 de febrero de 2023 | HBO Max  | Joana Pastrana y Leo Margets (Fieles) |                 |                 |
|           | 2         | 18           | 8         | 7 de mayo de 2025    | 25 de junio de 2025  | Antena 3 | Juan Ferrer y Charo González (Fieles) | 638 000         | 8,3%            |

### Temporada 1 (2023)

#### Concursantes
| Concursante             | Edad | Procedencia             | Ocupación                     | Equipo   | Resultado               |
| ----------------------- | ---- | ----------------------- | ----------------------------- | -------- | ----------------------- |
| Joana Pastrana          | 33   | Madrid                  | Boxeadora                     | Fiel     | Ganadora (Episodio 8)   |
| Leo Margets             | 40   | Barcelona               | Jugadora de Póquer            | Fiel     | Ganadora (Episodio 8)   |
| Blanca Manchón          | 35   | Sevilla                 | Windsurfista                  | Traidora | Finalista (Episodio 8)  |
| Adrián Pino             | 33   | Chiclana de la Frontera | Actor, Guionista y Streamer   | Fiel     | Desterrado (Episodio 8) |
| Jaime Astrain           | 34   | Madrid                  | Exfutbolista y Modelo         | Fiel     | Desterrado (Episodio 8) |
| Apolonia Lapiedra       | 30   | Alicante                | Actriz de Cine para Adultos   | Fiel     | Desterrada (Episodio 8) |
| Anna Allen              | 45   | Salt                    | Actriz                        | Fiel     | Asesinada (Episodio 8)  |
| Fernando Guillén Cuervo | 59   | Barcelona               | Actor                         | Fiel     | Asesinado (Episodio 8)  |
| Skone                   | 33   | Madrid                  | Freestyler, Músico y Actor    | Traidor  | Desterrado (Episodio 7) |
| Abril Zamora            | 41   | Barcelona               | Actriz, Escritora y Directora | Fiel     | Asesinada (Episodio 7)  |
| Juan Sanguino           | 39   | Madrid                  | Periodista                    | Fiel     | Desterrado (Episodio 6) |
| Sandra Escacena         | 21   | Madrid                  | Actriz                        | Fiel     | Desterrada (Episodio 5) |
| Ray Zapata              | 29   | Madrid                  | Gimnasta                      | Fiel     | Asesinado (Episodio 5)  |
| Julio Muñoz Gijón       | 41   | Sevilla                 | Escritor y Periodista         | Traidor  | Desterrado (Episodio 4) |
| Jaime Nava              | 39   | Madrid                  | Exjugador de Rugby            | Fiel     | Asesinado (Episodio 4)  |
| Paula Púa               | 30   | Madrid                  | Cómica                        | Fiel     | Desterrada (Episodio 3) |
| Rubén Ochandiano        | 42   | Madrid                  | Actor                         | Traidor  | Desterrado (Episodio 2) |
| Cristina Cifuentes      | 58   | Madrid                  | Expolítica                    | Fiel     | Asesinada (Episodio 2)  |

1. ↑  Julio fue reclutado como Traidor en el episodio 3.

#### Votaciones
| Decisión de los traidores | Decisión de los traidores | Decisión de los traidores |           | Cristina               | Julio                   | Jaime N.                | Ray                     | Jaime A.                | Abril                   | Anna Fernando           |                         |                         |                         |                         |                         |                         |                         |                         |                         |                         |                         |                         |                         |
| Decisión de los traidores | Decisión de los traidores | Decisión de los traidores | Asesinar  | Reclutar               | Asesinar                | Asesinar                | Asesinar                | Oferta                  | Asesinar                |                         |                         |                         |                         |                         |                         |                         |                         |                         |                         |                         |                         |                         |                         |
| Destierro                 | Destierro                 | Destierro                 | Rubén     | Paula                  | Julio                   | Sandra                  | Juan                    | Skone                   | Apolonia                | Jaime A.                | Adrián                  | Lealtad                 | Lealtad                 |                         |                         |                         |                         |                         |                         |                         |                         |                         |                         |
| Votos                     | Votos                     | Votos                     | 8–6–1–1–1 | 14–1–1                 | 9–3–2                   | 8–4                     | 6–2–2–1                 | 6–1–1–1                 | 4–2                     | 4–1                     | 3–1                     | 2–0                     | 2–0                     |                         |                         |                         |                         |                         |                         |                         |                         |                         |                         |
|                           |                           | Joana                     | No vota   | Fernando               | Paula                   | Julio                   | Sandra                  | Anna                    | Skone                   | Apolonia                | Jaime A.                | Adrián                  | Lealtad                 | Ganadoras               |                         |                         |                         |                         |                         |                         |                         |                         |                         |
|                           |                           | Leo                       | No vota   | Rubén                  | Paula                   | Julio                   | Juan                    | Juan                    | Skone                   | Apolonia                | Jaime A.                | Adrián                  | Lealtad                 | Ganadoras               |                         |                         |                         |                         |                         |                         |                         |                         |                         |
|                           |                           | Blanca                    | No vota   | Anna                   | Paula                   | Julio                   | Sandra                  | Jaime A.                | Skone                   | Apolonia                | Jaime A.                | Adrián                  | No vota                 | Finalista               |                         |                         |                         |                         |                         |                         |                         |                         |                         |
|                           |                           | Adrián                    | No vota   | Fernando               | Paula                   | Apolonia                | Sandra                  | Jaime A.                | Skone                   | Apolonia                | Jaime A.                | Leo                     | Desterrado (Episodio 8) | Desterrado (Episodio 8) | Desterrado (Episodio 8) | Desterrado (Episodio 8) | Desterrado (Episodio 8) | Desterrado (Episodio 8) | Desterrado (Episodio 8) | Desterrado (Episodio 8) | Desterrado (Episodio 8) | Desterrado (Episodio 8) | Desterrado (Episodio 8) |
|                           |                           | Jaime A.                  | No vota   | Rubén                  | Paula                   | Julio                   | Juan                    | Juan                    | Skone                   | Leo                     | Leo                     | Desterrado (Episodio 8) | Desterrado (Episodio 8) | Desterrado (Episodio 8) | Desterrado (Episodio 8) | Desterrado (Episodio 8) | Desterrado (Episodio 8) | Desterrado (Episodio 8) | Desterrado (Episodio 8) | Desterrado (Episodio 8) | Desterrado (Episodio 8) | Desterrado (Episodio 8) |                         |
|                           |                           | Apolonia                  | No vota   | Rubén                  | Paula                   | Julio                   | Sandra                  | Juan                    | Skone                   | Leo                     | Desterrada (Episodio 8) | Desterrada (Episodio 8) | Desterrada (Episodio 8) | Desterrada (Episodio 8) | Desterrada (Episodio 8) | Desterrada (Episodio 8) | Desterrada (Episodio 8) | Desterrada (Episodio 8) | Desterrada (Episodio 8) | Desterrada (Episodio 8) | Desterrada (Episodio 8) |                         |                         |
|                           |                           | Anna                      | No vota   | Rubén                  | Paula                   | Abril                   | Sandra                  | Juan                    | Blanca                  | Asesinada (Episodio 8)  | Asesinada (Episodio 8)  | Asesinada (Episodio 8)  | Asesinada (Episodio 8)  | Asesinada (Episodio 8)  | Asesinada (Episodio 8)  | Asesinada (Episodio 8)  | Asesinada (Episodio 8)  | Asesinada (Episodio 8)  | Asesinada (Episodio 8)  | Asesinada (Episodio 8)  | Asesinada (Episodio 8)  |                         |                         |
|                           |                           | Fernando                  | No vota   | Rubén                  | Paula                   | Julio                   | Sandra                  | Juan                    | Leo                     | Asesinado (Episodio 8)  | Asesinado (Episodio 8)  | Asesinado (Episodio 8)  | Asesinado (Episodio 8)  | Asesinado (Episodio 8)  | Asesinado (Episodio 8)  | Asesinado (Episodio 8)  | Asesinado (Episodio 8)  | Asesinado (Episodio 8)  | Asesinado (Episodio 8)  | Asesinado (Episodio 8)  | Asesinado (Episodio 8)  |                         |                         |
|                           |                           | Skone                     | No vota   | Juan                   | Paula                   | Julio                   | Juan                    | Juan                    | Jaime A.                | Desterrado (Episodio 7) | Desterrado (Episodio 7) | Desterrado (Episodio 7) | Desterrado (Episodio 7) | Desterrado (Episodio 7) | Desterrado (Episodio 7) | Desterrado (Episodio 7) | Desterrado (Episodio 7) | Desterrado (Episodio 7) | Desterrado (Episodio 7) | Desterrado (Episodio 7) |                         |                         |                         |
|                           |                           | Abril                     | No vota   | Fernando               | Paula                   | Julio                   | Sandra                  | Apolonia                | Asesinada (Episodio 7)  | Asesinada (Episodio 7)  | Asesinada (Episodio 7)  | Asesinada (Episodio 7)  | Asesinada (Episodio 7)  | Asesinada (Episodio 7)  | Asesinada (Episodio 7)  | Asesinada (Episodio 7)  | Asesinada (Episodio 7)  | Asesinada (Episodio 7)  | Asesinada (Episodio 7)  | Asesinada (Episodio 7)  |                         |                         |                         |
|                           |                           | Juan                      | No vota   | Fernando               | Paula                   | Apolonia                | Sandra                  | Apolonia                | Desterrado (Episodio 6) | Desterrado (Episodio 6) | Desterrado (Episodio 6) | Desterrado (Episodio 6) | Desterrado (Episodio 6) | Desterrado (Episodio 6) | Desterrado (Episodio 6) | Desterrado (Episodio 6) | Desterrado (Episodio 6) | Desterrado (Episodio 6) | Desterrado (Episodio 6) |                         |                         |                         |                         |
|                           |                           | Sandra                    | No vota   | Rubén                  | Paula                   | Abril                   | Juan                    | Desterrada (Episodio 5) | Desterrada (Episodio 5) | Desterrada (Episodio 5) | Desterrada (Episodio 5) | Desterrada (Episodio 5) | Desterrada (Episodio 5) | Desterrada (Episodio 5) | Desterrada (Episodio 5) | Desterrada (Episodio 5) | Desterrada (Episodio 5) | Desterrada (Episodio 5) |                         |                         |                         |                         |                         |
|                           |                           | Ray                       | No vota   | Rubén                  | Paula                   | Julio                   | Asesinado (Episodio 5)  | Asesinado (Episodio 5)  | Asesinado (Episodio 5)  | Asesinado (Episodio 5)  | Asesinado (Episodio 5)  | Asesinado (Episodio 5)  | Asesinado (Episodio 5)  | Asesinado (Episodio 5)  | Asesinado (Episodio 5)  | Asesinado (Episodio 5)  | Asesinado (Episodio 5)  | Asesinado (Episodio 5)  |                         |                         |                         |                         |                         |
|                           |                           | Julio                     | No vota   | Rubén                  | Paula                   | Apolonia                | Desterrado (Episodio 4) | Desterrado (Episodio 4) | Desterrado (Episodio 4) | Desterrado (Episodio 4) | Desterrado (Episodio 4) | Desterrado (Episodio 4) | Desterrado (Episodio 4) | Desterrado (Episodio 4) | Desterrado (Episodio 4) | Desterrado (Episodio 4) | Desterrado (Episodio 4) |                         |                         |                         |                         |                         |                         |
|                           |                           | Jaime N.                  | No vota   | Julio                  | Abril                   | Asesinado (Episodio 4)  | Asesinado (Episodio 4)  | Asesinado (Episodio 4)  | Asesinado (Episodio 4)  | Asesinado (Episodio 4)  | Asesinado (Episodio 4)  | Asesinado (Episodio 4)  | Asesinado (Episodio 4)  | Asesinado (Episodio 4)  | Asesinado (Episodio 4)  | Asesinado (Episodio 4)  | Asesinado (Episodio 4)  |                         |                         |                         |                         |                         |                         |
|                           |                           | Paula                     | No vota   | Fernando               | Joana                   | Desterrada (Episodio 3) | Desterrada (Episodio 3) | Desterrada (Episodio 3) | Desterrada (Episodio 3) | Desterrada (Episodio 3) | Desterrada (Episodio 3) | Desterrada (Episodio 3) | Desterrada (Episodio 3) | Desterrada (Episodio 3) | Desterrada (Episodio 3) | Desterrada (Episodio 3) |                         |                         |                         |                         |                         |                         |                         |
|                           |                           | Rubén                     | No vota   | Fernando               | Desterrado (Episodio 2) | Desterrado (Episodio 2) | Desterrado (Episodio 2) | Desterrado (Episodio 2) | Desterrado (Episodio 2) | Desterrado (Episodio 2) | Desterrado (Episodio 2) | Desterrado (Episodio 2) | Desterrado (Episodio 2) | Desterrado (Episodio 2) | Desterrado (Episodio 2) |                         |                         |                         |                         |                         |                         |                         |                         |
|                           |                           | Cristina                  | No vota   | Asesinada (Episodio 2) | Asesinada (Episodio 2)  | Asesinada (Episodio 2)  | Asesinada (Episodio 2)  | Asesinada (Episodio 2)  | Asesinada (Episodio 2)  | Asesinada (Episodio 2)  | Asesinada (Episodio 2)  | Asesinada (Episodio 2)  | Asesinada (Episodio 2)  | Asesinada (Episodio 2)  | Asesinada (Episodio 2)  |                         |                         |                         |                         |                         |                         |                         |                         |

1. ↑  En el episodio 7, los concursantes fallaron una misión en la que debían adivinar quién creían los exconcursantes eliminados que ganaría el juego. Como resultado, los Traidores pudieron asesinar a dos Fieles en lugar de uno esa noche.

#### Episodios
| N.º en serie | N.º en temp. | Título               | Fecha de lanzamiento original |
| ------------ | ------------ | -------------------- | ----------------------------- |
| 1            | 1            | «Empieza el viaje»   | 3 de febrero de 2023          |
| 2            | 2            | «Memento mori»       | 3 de febrero de 2023          |
| 3            | 3            | «El traidor»         | 3 de febrero de 2023          |
| 4            | 4            | «La grieta»          | 3 de febrero de 2023          |
| 5            | 5            | «Fuego amigo»        | 3 de febrero de 2023          |
| 6            | 6            | «El río suena»       | 3 de febrero de 2023          |
| 7            | 7            | «Las apariencias»    | 3 de febrero de 2023          |
| 8            | 8            | «La última traición» | 3 de febrero de 2023          |

### Temporada 2 (2025)

#### Concursantes
| Concursante              | Edad | Procedencia             | Ocupación                         | Equipo   | Resultado               |
| ------------------------ | ---- | ----------------------- | --------------------------------- | -------- | ----------------------- |
| Juan Ferrer              | 36   | Deltebre                | Agricultor de Arroz y Strongman   | Fiel     | Ganador (Episodio 8)    |
| Charo González           | 63   | Barcelona               | Asesora Fiscal                    | Fiel     | Ganadora (Episodio 8)   |
| Paula de Miguel          | 23   | Madrid                  | Creadora de Contenido             | Traidora | Desterrada (Episodio 8) |
| Carlos Cruz              | 24   | Huelva                  | Influencer de Viajes              | Traidor  | Desterrado (Episodio 8) |
| Marhya Balado            | 58   | Albacete                | Jueza de Gimnasia y Escritora     | Fiel     | Desterrada (Episodio 8) |
| Lucía Vázquez            | 27   | Zamora                  | Diseñador de Videojuegos          | Fiel     | Asesinada (Episodio 8)  |
| Anuska López             | 52   | Bilbao/Cambrils         | Empresaria                        | Fiel     | Desterrada (Episodio 7) |
| Carlos Vergara           | 45   | Sevilla                 | Comercial                         | Fiel     | Asesinado (Episodio 7)  |
| David "Popeye" Hernández | 44   | Murcia                  | Ex Boina Verde                    | Traidor  | Desterrado (Episodio 6) |
| Juan "Campeón" Cuesta    | 60   | Madrid                  | Ex Paparazzi                      | Fiel     | Asesinado (Episodio 6)  |
| Cano Ballesteros         | 32   | Valladolid              | Publicista                        | Fiel     | Desterrado (Episodio 5) |
| Eva Vilor                | 30   | Málaga                  | Especialista en Marketing Digital | Fiel     | Asesinada (Episodio 5)  |
| Vicky Gómez              | 41   | Alicante                | Administrativa en Paro            | Traidora | Desterrada (Episodio 4) |
| Lía Romero               | 27   | Ibiza                   | Enfermera y Modelo                | Fiel     | Asesinada (Episodio 4)  |
| Juan "Sisi" Sieira       | 23   | La Coruña               | Influencer y Árbitro              | Fiel     | Desterrado (Episodio 3) |
| Blanca Rojas             | 30   | Granada                 | Micropigmentadora                 | Fiel     | Asesinada (Episodio 3)  |
| David Guajardo           | 35   | Cornellà del Llobregat  | Educador Canino                   | Fiel     | Desterrado (Episodio 2) |
| Julio Guinea             | 34   | San Fernando de Henares | Profesor Universitario            | Fiel     | Asesinado (Episodio 2)  |

1. ↑  Paula puede escoger ser traidora en el episodio 7
2. ↑  Popeye fue reclutado como Traidor en el episodio 1.

#### Votaciones
| Decisión de los traidores | Decisión de los traidores | Decisión de los traidores | Popeye                 | Julio                  | Blanca                  | Lía                     | Eva                     | Campeón                 | Vergara                 | Lucía                   |                         |                         |                         |                         |                         |                         |                         |                         |                         |                         |                         |                         |                         |                         |                         |
| Decisión de los traidores | Decisión de los traidores | Decisión de los traidores | Reclutar               | Asesinar               | Asesinar                | Asesinar                | Asesinar                | Asesinar                | Asesinar                | Asesinar                |                         |                         |                         |                         |                         |                         |                         |                         |                         |                         |                         |                         |                         |                         |                         |
| Destierro                 | Destierro                 | Destierro                 |                        | David                  | Sieira                  | Vicky                   | Cano                    | Popeye                  | Anuska                  | Marhya                  | Carlos                  | Paula                   | Paula                   |                         |                         |                         |                         |                         |                         |                         |                         |                         |                         |                         |                         |
| Votos                     | Votos                     | Votos                     | 16–1                   | 6-4-4-1                | 8-4-1                   | 7-2-1-1                 | 7-2-1                   | 4-2-1                   | 4-1                     | 3-1                     | 2-1                     | 2-1                     |                         |                         |                         |                         |                         |                         |                         |                         |                         |                         |                         |                         |                         |
|                           |                           | Charo                     | No vota                | David                  | Lía                     | Cano                    | Marhya                  | Marhya                  | Marhya                  | Marhya                  | Carlos                  | Paula                   | Ganadores               |                         |                         |                         |                         |                         |                         |                         |                         |                         |                         |                         |                         |
|                           |                           | Juan                      | No vota                | David                  | Cano                    | Vicky                   | Cano                    | Popeye x2               | Anuska                  | Marhya                  | Carlos                  | Paula                   | Ganadores               |                         |                         |                         |                         |                         |                         |                         |                         |                         |                         |                         |                         |
|                           |                           | Paula                     | No vota                | David                  | Lía                     | Vicky                   | Cano                    | Popeye                  | Marhya                  | Marhya                  | Carlos                  | Charo                   | Desterrada (Episodio 8) | Desterrada (Episodio 8) | Desterrada (Episodio 8) | Desterrada (Episodio 8) | Desterrada (Episodio 8) | Desterrada (Episodio 8) | Desterrada (Episodio 8) | Desterrada (Episodio 8) | Desterrada (Episodio 8) | Desterrada (Episodio 8) | Desterrada (Episodio 8) | Desterrada (Episodio 8) | Desterrada (Episodio 8) |
|                           |                           | Carlos                    | No vota                | David                  | Lía                     | Vicky                   | Cano                    | Popeye                  | Anuska                  | Marhya                  | Charo                   | Desterrado (Episodio 8) | Desterrado (Episodio 8) | Desterrado (Episodio 8) | Desterrado (Episodio 8) | Desterrado (Episodio 8) | Desterrado (Episodio 8) | Desterrado (Episodio 8) | Desterrado (Episodio 8) | Desterrado (Episodio 8) | Desterrado (Episodio 8) | Desterrado (Episodio 8) | Desterrado (Episodio 8) | Desterrado (Episodio 8) |                         |
|                           |                           | Marhya                    | No vota                | David                  | Sieira                  | Vicky                   | Charo                   | Charo                   | Anuska                  | Paula                   | Desterrada (Episodio 8) | Desterrada (Episodio 8) | Desterrada (Episodio 8) | Desterrada (Episodio 8) | Desterrada (Episodio 8) | Desterrada (Episodio 8) | Desterrada (Episodio 8) | Desterrada (Episodio 8) | Desterrada (Episodio 8) | Desterrada (Episodio 8) | Desterrada (Episodio 8) | Desterrada (Episodio 8) | Desterrada (Episodio 8) |                         |                         |
|                           |                           | Lucía                     | No vota                | David                  | Eva                     | Cano                    | Cano                    | Popeye                  | Anuska                  | Asesinada (Episodio 8)  | Asesinada (Episodio 8)  | Asesinada (Episodio 8)  | Asesinada (Episodio 8)  | Asesinada (Episodio 8)  | Asesinada (Episodio 8)  | Asesinada (Episodio 8)  | Asesinada (Episodio 8)  | Asesinada (Episodio 8)  | Asesinada (Episodio 8)  | Asesinada (Episodio 8)  | Asesinada (Episodio 8)  | Asesinada (Episodio 8)  |                         |                         |                         |
|                           |                           | Anuska                    | No vota                | David                  | Cano                    | Vicky                   | Cano                    | Popeye                  | Lucia                   | Desterrada (Episodio 7) | Desterrada (Episodio 7) | Desterrada (Episodio 7) | Desterrada (Episodio 7) | Desterrada (Episodio 7) | Desterrada (Episodio 7) | Desterrada (Episodio 7) | Desterrada (Episodio 7) | Desterrada (Episodio 7) | Desterrada (Episodio 7) | Desterrada (Episodio 7) | Desterrada (Episodio 7) | Desterrada (Episodio 7) |                         |                         |                         |
|                           |                           | Vergara                   | No vota                | David                  | Cano                    | Cano                    | Cano                    | Popeye                  | Asesinado (Episodio 7)  | Asesinado (Episodio 7)  | Asesinado (Episodio 7)  | Asesinado (Episodio 7)  | Asesinado (Episodio 7)  | Asesinado (Episodio 7)  | Asesinado (Episodio 7)  | Asesinado (Episodio 7)  | Asesinado (Episodio 7)  | Asesinado (Episodio 7)  | Asesinado (Episodio 7)  | Asesinado (Episodio 7)  | Asesinado (Episodio 7)  |                         |                         |                         |                         |
|                           |                           | Popeye                    | No vota                | David                  | Sieira                  | Cano                    | Cano                    | Marhya                  | Desterrado (Episodio 6) | Desterrado (Episodio 6) | Desterrado (Episodio 6) | Desterrado (Episodio 6) | Desterrado (Episodio 6) | Desterrado (Episodio 6) | Desterrado (Episodio 6) | Desterrado (Episodio 6) | Desterrado (Episodio 6) | Desterrado (Episodio 6) | Desterrado (Episodio 6) | Desterrado (Episodio 6) | Desterrado (Episodio 6) |                         |                         |                         |                         |
|                           |                           | Campeón                   | No vota                | David                  | Lía                     | Vicky                   | Anuska                  | Asesinado (Episodio 6)  | Asesinado (Episodio 6)  | Asesinado (Episodio 6)  | Asesinado (Episodio 6)  | Asesinado (Episodio 6)  | Asesinado (Episodio 6)  | Asesinado (Episodio 6)  | Asesinado (Episodio 6)  | Asesinado (Episodio 6)  | Asesinado (Episodio 6)  | Asesinado (Episodio 6)  | Asesinado (Episodio 6)  | Asesinado (Episodio 6)  |                         |                         |                         |                         |                         |
|                           |                           | Cano                      | No vota                | David                  | Sieira                  | Vicky                   | Anuska                  | Desterrado (Episodio 5) | Desterrado (Episodio 5) | Desterrado (Episodio 5) | Desterrado (Episodio 5) | Desterrado (Episodio 5) | Desterrado (Episodio 5) | Desterrado (Episodio 5) | Desterrado (Episodio 5) | Desterrado (Episodio 5) | Desterrado (Episodio 5) | Desterrado (Episodio 5) | Desterrado (Episodio 5) | Desterrado (Episodio 5) |                         |                         |                         |                         |                         |
|                           |                           | Eva                       | No vota                | David                  | Sieira                  | Vicky                   | Asesinada (Episodio 5)  | Asesinada (Episodio 5)  | Asesinada (Episodio 5)  | Asesinada (Episodio 5)  | Asesinada (Episodio 5)  | Asesinada (Episodio 5)  | Asesinada (Episodio 5)  | Asesinada (Episodio 5)  | Asesinada (Episodio 5)  | Asesinada (Episodio 5)  | Asesinada (Episodio 5)  | Asesinada (Episodio 5)  | Asesinada (Episodio 5)  |                         |                         |                         |                         |                         |                         |
|                           |                           | Vicky                     | No vota                | David                  | Sieira                  | Campeón                 | Desterrada (Episodio 4) | Desterrada (Episodio 4) | Desterrada (Episodio 4) | Desterrada (Episodio 4) | Desterrada (Episodio 4) | Desterrada (Episodio 4) | Desterrada (Episodio 4) | Desterrada (Episodio 4) | Desterrada (Episodio 4) | Desterrada (Episodio 4) | Desterrada (Episodio 4) | Desterrada (Episodio 4) | Desterrada (Episodio 4) |                         |                         |                         |                         |                         |                         |
|                           |                           | Lía                       | No vota                | David                  | Sieira                  | Asesinada (Episodio 4)  | Asesinada (Episodio 4)  | Asesinada (Episodio 4)  | Asesinada (Episodio 4)  | Asesinada (Episodio 4)  | Asesinada (Episodio 4)  | Asesinada (Episodio 4)  | Asesinada (Episodio 4)  | Asesinada (Episodio 4)  | Asesinada (Episodio 4)  | Asesinada (Episodio 4)  | Asesinada (Episodio 4)  | Asesinada (Episodio 4)  |                         |                         |                         |                         |                         |                         |                         |
|                           |                           | Sieira                    | No vota                | David                  | Cano                    | Desterrado (Episodio 3) | Desterrado (Episodio 3) | Desterrado (Episodio 3) | Desterrado (Episodio 3) | Desterrado (Episodio 3) | Desterrado (Episodio 3) | Desterrado (Episodio 3) | Desterrado (Episodio 3) | Desterrado (Episodio 3) | Desterrado (Episodio 3) | Desterrado (Episodio 3) | Desterrado (Episodio 3) | Desterrado (Episodio 3) |                         |                         |                         |                         |                         |                         |                         |
|                           |                           | Blanca                    | No vota                | David                  | Asesinada (Episodio 3)  | Asesinada (Episodio 3)  | Asesinada (Episodio 3)  | Asesinada (Episodio 3)  | Asesinada (Episodio 3)  | Asesinada (Episodio 3)  | Asesinada (Episodio 3)  | Asesinada (Episodio 3)  | Asesinada (Episodio 3)  | Asesinada (Episodio 3)  | Asesinada (Episodio 3)  | Asesinada (Episodio 3)  | Asesinada (Episodio 3)  |                         |                         |                         |                         |                         |                         |                         |                         |
|                           |                           | David                     | No vota                | Cano                   | Desterrado (Episodio 2) | Desterrado (Episodio 2) | Desterrado (Episodio 2) | Desterrado (Episodio 2) | Desterrado (Episodio 2) | Desterrado (Episodio 2) | Desterrado (Episodio 2) | Desterrado (Episodio 2) | Desterrado (Episodio 2) | Desterrado (Episodio 2) | Desterrado (Episodio 2) | Desterrado (Episodio 2) | Desterrado (Episodio 2) |                         |                         |                         |                         |                         |                         |                         |                         |
|                           |                           | Julio                     | Asesinado (Episodio 2) | Asesinado (Episodio 2) | Asesinado (Episodio 2)  | Asesinado (Episodio 2)  | Asesinado (Episodio 2)  | Asesinado (Episodio 2)  | Asesinado (Episodio 2)  | Asesinado (Episodio 2)  | Asesinado (Episodio 2)  | Asesinado (Episodio 2)  | Asesinado (Episodio 2)  | Asesinado (Episodio 2)  | Asesinado (Episodio 2)  | Asesinado (Episodio 2)  | Asesinado (Episodio 2)  |                         |                         |                         |                         |                         |                         |                         |                         |

#### Episodios
| Nº | Título                | Fecha de emisión    | Audiencia       |
| -- | --------------------- | ------------------- | --------------- |
| 1  | Prender la llama      | 7 de mayo de 2025   | 968 000 (11,6%) |
| 2  | Objetivo marcado      | 14 de mayo de 2025  | 785 000 (9,0%)  |
| 3  | Lágrimas de sangre    | 21 de mayo de 2025  | 600 000 (7,7%)  |
| 4  | La marca del veneno   | 28 de mayo de 2025  | 563 000 (7,6%)  |
| 5  | Nadie escucha         | 4 de junio de 2025  | 589 000 (8,0%)  |
| 6  | Un arma de doble filo | 11 de junio de 2025 | 502 000 (7,2%)  |
| 7  | Lobos solitarios      | 18 de junio de 2025 | 510 000 (6,9%)  |
| 8  | Solo queda confiar    | 25 de junio de 2025 | 584 000 (8,3%)  |